# (16167) Oertli
(16167) Oertli (2000 AJ89) – planetoida z pasa głównego asteroid okrążająca Słońce w ciągu 3,55 lat w średniej odległości 2,33 j.a. Odkryta 5 stycznia 2000 roku.